# 부코비나

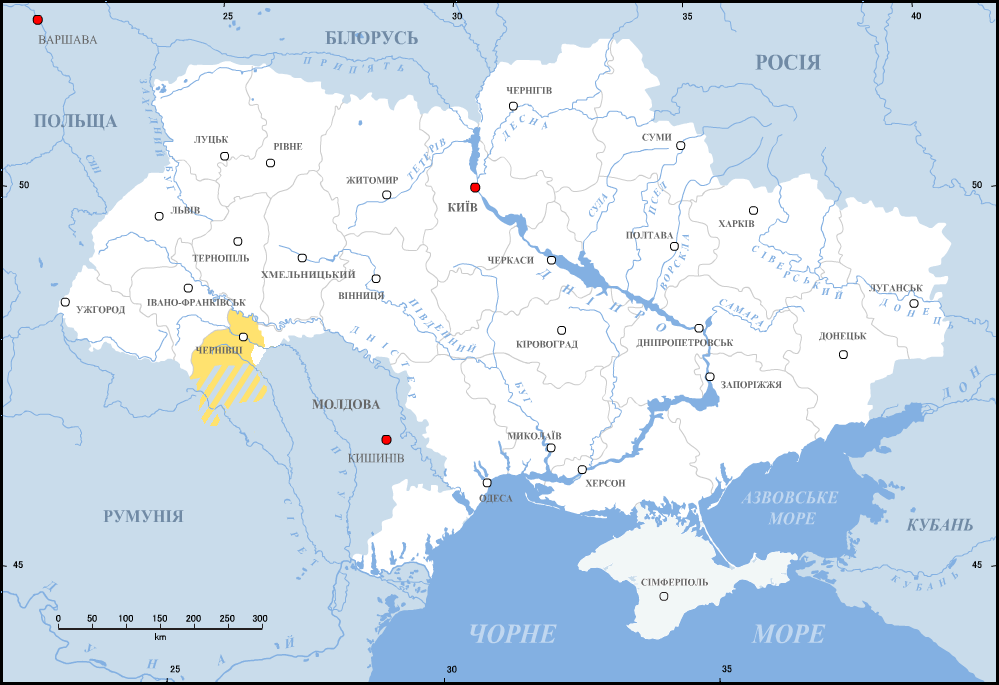
우크라이나 지도에 표시된 부코비나의 위치

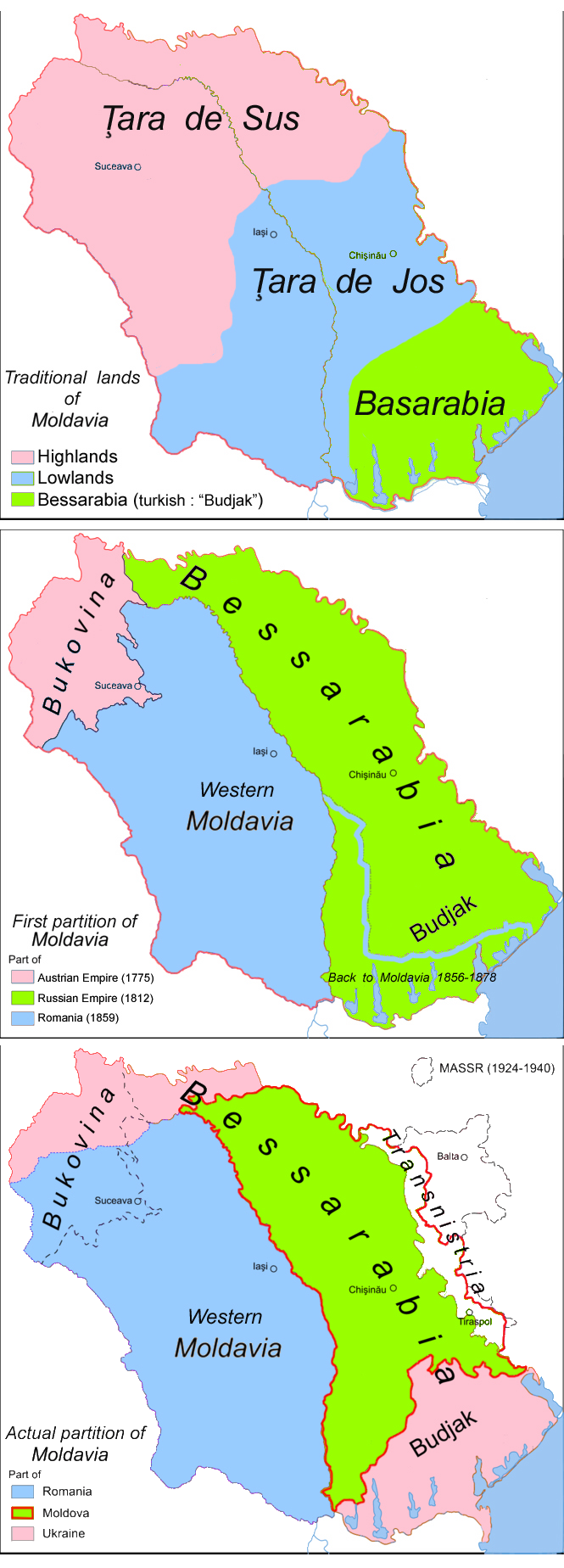
역사적 몰다비아와 함께 표시된 부코비나

부코비나(루마니아어: Bucovina, 우크라이나어: Буковина, 독일어와 폴란드어: Bukowina)는 중앙유럽에 위치한 역사적 지역이다. 카르파티아산맥과 드니스테르강 사이에 위치하며 현재의 루마니아, 우크라이나 사이에 걸쳐 있다. 부코비나는 "너도밤나무의 땅"을 뜻한다. 우크라이나령인 부코비나 북반부는 체르니우치주에 속하며 루마니아령인 부코비나 남반부는 수체아바 주와 보토샤니 주에 속한다.
14세기부터 몰다비아 공국의 지배를 받았으며 1513년에 오스만 제국에 편입되었다. 1775년부터 합스부르크가의 지배를 받았고 오스트리아 제국(1804년 ~ 1867년)과 오스트리아-헝가리 제국(1867년 ~ 1918년)의 지배를 받았다. 오스트리아-헝가리 제국 시대에는 부코비나 공국이 들어섰고 제1차 세계 대전 이후에는 루마니아에 편입되었다. 제2차 세계 대전 중이던 1940년에 독일-소련 불가침 조약에 따라 부코비나 북반부가 소련에 병합되었다.

부코비나의 기
부코비나의 문장

## 같이 보기
- 갈리치아